# Bidžan (Russia)
Bidžan (in lingua russa Биджан) è un centro abitato dell'Oblast' autonoma ebraica, situato nel Leninskij rajon.